# Zetzsch
Zetzsch ist ein Ortsteil der Stadt Hohenmölsen im Burgenlandkreis in Sachsen-Anhalt. Er liegt nördlich direkt anschließend an den Kernbereich von Hohenmölsen.

## Söhne und Töchter
- Wolfgang Triebel (1900–2002), Architekt und Hochschullehrer